# Jean Dujardin (théologien)
Pour l'acteur français, voir Jean Dujardin. Pour les autres homonymes, voir Dujardin.
Jean Dujardin, né le 31 octobre 1936 à Cambernon (Manche) et mort le 3 mars 2018 à Boulogne-Billancourt, est un prêtre catholique, théologien et historien français.
Il est un spécialiste du judaïsme et des relations entre judaïsme et christianisme.

## Biographie
Jean Dujardin est devenu oratorien en 1955après des études de philosophie, de théologie et d’histoire. Il est ordonné prêtre en juin 1962. 
En 1971, il succède à Pierre Dabosville comme directeur de l'École Saint-Martin-de-France, collège oratorien où il enseigne l'histoire. De 1984 à 1999, il a été supérieur général de l’Oratoire de France. De 1987 à 1999, il a été secrétaire du Comité épiscopal français pour les relations avec le judaïsme. En 1992, il intervient pour suspendre le procès en béatification de la reine d'Espagne, Isabelle la Catholique, parce qu'elle avait expulsé les Juifs d'Espagne. Il est expert auprès de ce comité. et membre du comité directeur de l’Amitié judéo-chrétienne de France (AJCF).
En 1997, Jean Dujardin rédige avec Gaston Poulain le chapitre intitulé : Église, judaïsme et communauté juive française du livre L’Église et les français, crise de la foi, crise morale, crise sociale : quatorze évêques répondent. Cette même année, il participe à la rédaction de la Déclaration de repentance des évêques de France, lue à Drancy le 30 septembre pour son silence durant la déportation. 
Jean Dujardin enseigne à l’École cathédrale de Paris et au collège des Bernardins ainsi qu’au Séminaire Saint-Sulpice d’Issy-les-Moulineaux. Il est l'auteur de nombreux écrits consacrés au judaïsme et à la Shoah.
Avec sœur Louise-Marie Niesz, nds, et Martine Querette, il initie en 1998 les « Trains de la Mémoire » qui emmènent des centaines de jeunes à Auschwitz pour une « profonde démarche de réflexion ».
Jean Dujardin meurt à Boulogne-Billancourt le 3 mars 2018.

## Publications
Liste non exhaustive.

### Ouvrages
- Réflexions sur la situation en Israël, CLD Moyen-Orient, 1989
- L’Église catholique et le peuple juif, un autre regard, Sciences humaines et Essais, Calmann-Lévy, 2003  (ISBN 978-2702135310)
- Guérir de l’antisémitisme : sortir de la condition post-nazie, Éditions du Rocher, 2005  (ISBN 978-2268054728)
- Catholiques et Juifs. 50 ans après Vatican II où en sommes nous ?, collection Présences du judaïsme, Albin Michel, 2012  (ISBN 978-2226241955)

### Participation à des ouvrages collectifs
- René Rémond (dir.), Paul Touvier et l'Église, Fayard, 1992
- François Bédarida et Jean-Pierre Azéma (dir.), Les Années de tourmente, Flammarion, 1995
- Édith Stein et le mystère d'Israël, Ad Solem, 1998  (ISBN 978-2940090372)
- Juifs et chrétiens : entre ignorance, hostilité et rapprochement (1898-1998), actes du colloque des 18 et 19 novembre 1998, université Charles-de-Gaulle Lille-III, 2002
- David L. Coppola (dir.), Religion, Violence and Peace : Continuing Conversations and Study Guide, Fairfield, Connecticut, Sacred Heart, University Press, 2004